# Skrzelokształtne
Skrzelokształtne, żaglonokształtne (Aulopiformes) – rząd morskich ryb promieniopłetwych (Actinopterygii) o specyficznej budowie łuków skrzelowych. Pojawiły się w górnej kredzie. Łączą w sobie prymitywne cechy budowy z zaawansowanymi ewolucyjnie przystosowaniami.

## Występowanie
Wody oceaniczne strefy ciepłej i umiarkowanej.

## Cechy charakterystyczne
Skrzelokształtne charakteryzuje niespotykana u innych ryb budowa łuków skrzelowych, duży otwór gębowy, głęboko wcięta płetwa ogonowa, hermafrodytyzm, zaawansowana budowa oczu oraz brak pęcherza pławnego.

## Systematyka

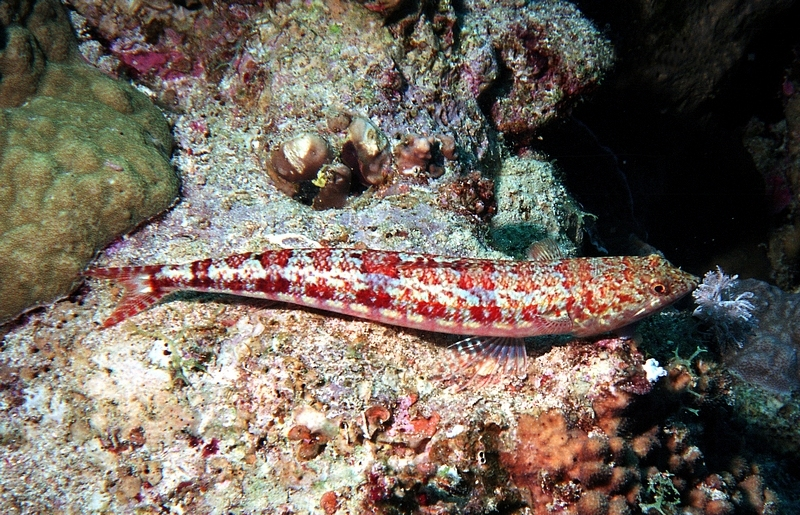
Synodus sp

Klasyfikacja skrzelokształtnych ulegała wielokrotnym zmianom. Obecnie przyjmuje się, że są grupą monofiletyczną obejmującą ponad 200 gatunków. Rodziny zaliczane do tego rzędu grupowane są w podrzędach:
†Ichthyotringoidei:
- Ichthyotringidae
- Dercetidae
- Prionolepididae

†Halecoidei:
- Halecidae

Synodontoidei:
- Paraulopidae
- Aulopidae – skrzelowate
- Pseudotrichonotidae
- Synodontidae – jaszczurnikowate

Chlorophthalmoidei:
- Bathysauroididae
- Chlorophthalmidae – zielonookowate
- Bathysauropsidae
- Notosudidae
- Ipnopidae

Alepisauroidei:
- †Cimolichthyidae
- †Enchodontidae
- Scopelarchidae
- Evermannellidae
- Alepisauridae – żaglonowate
- Paralepididae

Giganturoidei:
- Bathysauridae
- Giganturidae

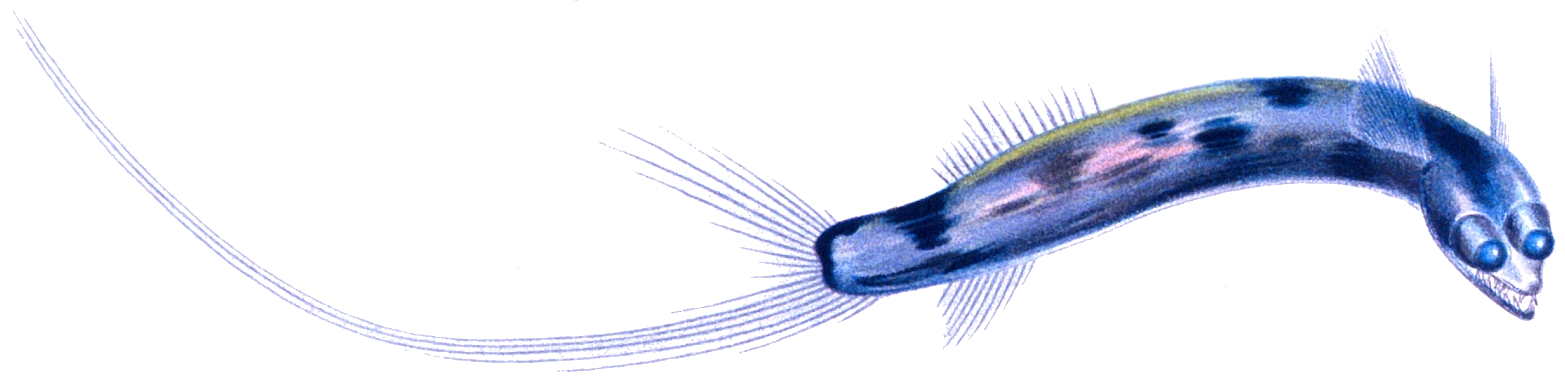
Gigantura chuni

Niektóre źródła (np. FishBase) wyróżniają jeszcze rodziny:
- Anotopteridae (według innych traktowana jako synonim Paralepididae[5][6])
- Omosudidae (według innych traktowana jako synonim Alepisauridae[7][6])

## Znaczenie gospodarcze
Niektóre gatunki są poławiane gospodarczo jako ryby konsumpcyjne.